# Kazimierz Chłędowski
Kazimierz Chłędowski, též Kasimir Chłędowski (28. února 1843 Lubatówka – 26. března 1920 Vídeň) byl rakousko-uherský, respektive předlitavský (haličský) státní úředník a politik, koncem 19. století ministr pro haličské záležitosti ve vládě Manfreda Clary-Aldringena.

## Biografie
Studoval právo na Karlo-Ferdinandově univerzitě v Praze a na univerzitě v Krakově. Od roku 1867 působil ve státních službách. Po dobu 13 let žil ve Lvově, kde byl veřejně a publicisticky aktivní jako představitel antiklerikálního proudu. V roce 1881 ho ministr Florian Ziemiałkowski povolal k sobě na vídeňské ministerstvo pro haličské záležitosti.
Vrchol jeho politické kariéry nastal za vlády Manfreda Clary-Aldringena, v níž se stal ministrem pro haličské záležitosti. Funkci zastával v období 2. října 1899 – 18. ledna 1900.
Po odchodu do penze se zabýval dějinami umění.